# 美濃長谷川藩
美濃長谷川藩（みのはせがわはん）は、江戸時代初期に美濃国など5か国で1万石余の所領を有した長谷川守知の藩。1632年に守知が没すると分知を伴う相続が行われ、大名領（藩）ではなくなった。
知行地は分散しており、居所（本領とされる土地）ははっきりしない。『藩史大辞典』などでは「長谷川守知領」として美濃国に配列している。摂津国島下郡溝咋村（溝杭村とも。現在の大阪府茨木市星見町付近）に陣屋を置いたとして「溝咋藩」と記す例もある。

## 藩史
長谷川守知（重隆、右兵衛尉、式部少輔）は長谷川宗仁の子で、織田信長・豊臣秀吉に仕えた。慶長5年（1600年）の関ヶ原の戦いでは西軍に与して石田三成の居城である佐和山城に籠もっていたが、9月15日の本戦で西軍が壊滅し、東軍の小早川秀秋を主力とした軍勢が佐和山城に迫ると、かねて東軍に内通していた守知は小早川軍を城内に招き入れた。
大坂の陣でも徳川方として活躍した。慶長19年（1614年）の冬の陣の際には、諸将に先立って京都に入り、片桐且元が籠る茨木城を大坂方が襲撃するという情報を受けた板倉勝重の指示によって、茨木に援軍として派遣された。慶長20年/元和元年（1615年）の夏の陣の際には徳川家康に従い、戦後は駿河に住した。元和2年（1616年）に徳川家康が没すると江戸に移り、徳川秀忠に仕えた。
元和3年（1617年）5月26日、美濃国などで1万石余の知行を認める領知朱印状を与えられた。これにより藩として成立したとされる。
寛永9年（1632年）11月26日、守知は死去した。家督は長男の長谷川正尚が継いだが、正尚は弟の長谷川守勝に3110石ほどを分知し、正尚は7000石を知行した。このため長谷川家は2つの旗本家となり、大名領（藩）としては消滅した。
なお長谷川家の本家は、正尚の跡を継いだ守俊（守知の四男）が正保3年（1646年）に継嗣を儲けず没したため断絶した。一方、守勝の家は幕末まで大身旗本として続いており、山田奉行を務めた長谷川勝知（守勝の子。名は重章とも。周防守）を出している。

## 歴代藩主
長谷川家
1万石。外様。
1. 長谷川守知

## 領地
『寛政重修諸家譜』によれば、その知行地は美濃国武儀郡、伊勢国一志郡・奄芸郡、摂津国太田郡（島下郡）・川辺郡・武庫郡・八部郡、備中国窪屋郡、山城国相楽郡にまたがって所在していた。
なお、清田黙『徳川加封録・徳川除封録』（1891年）では長谷川守知の領地を越前国で1万石とし、寛永9年（1632年）に除封としている。20世紀前半の書籍にはこれに基づく記載も見られた。なお、越前国内には豊臣大名として長谷川秀一が存在していた。

### 美濃国
『濃飛両国通史 下巻』（1924年）に載せる「慶長・元和領主一覧」の表によれば、「長谷川式部」は武儀郡で3か村・1006石を領していた。

### 摂津国

#### 島下郡溝咋（溝杭）

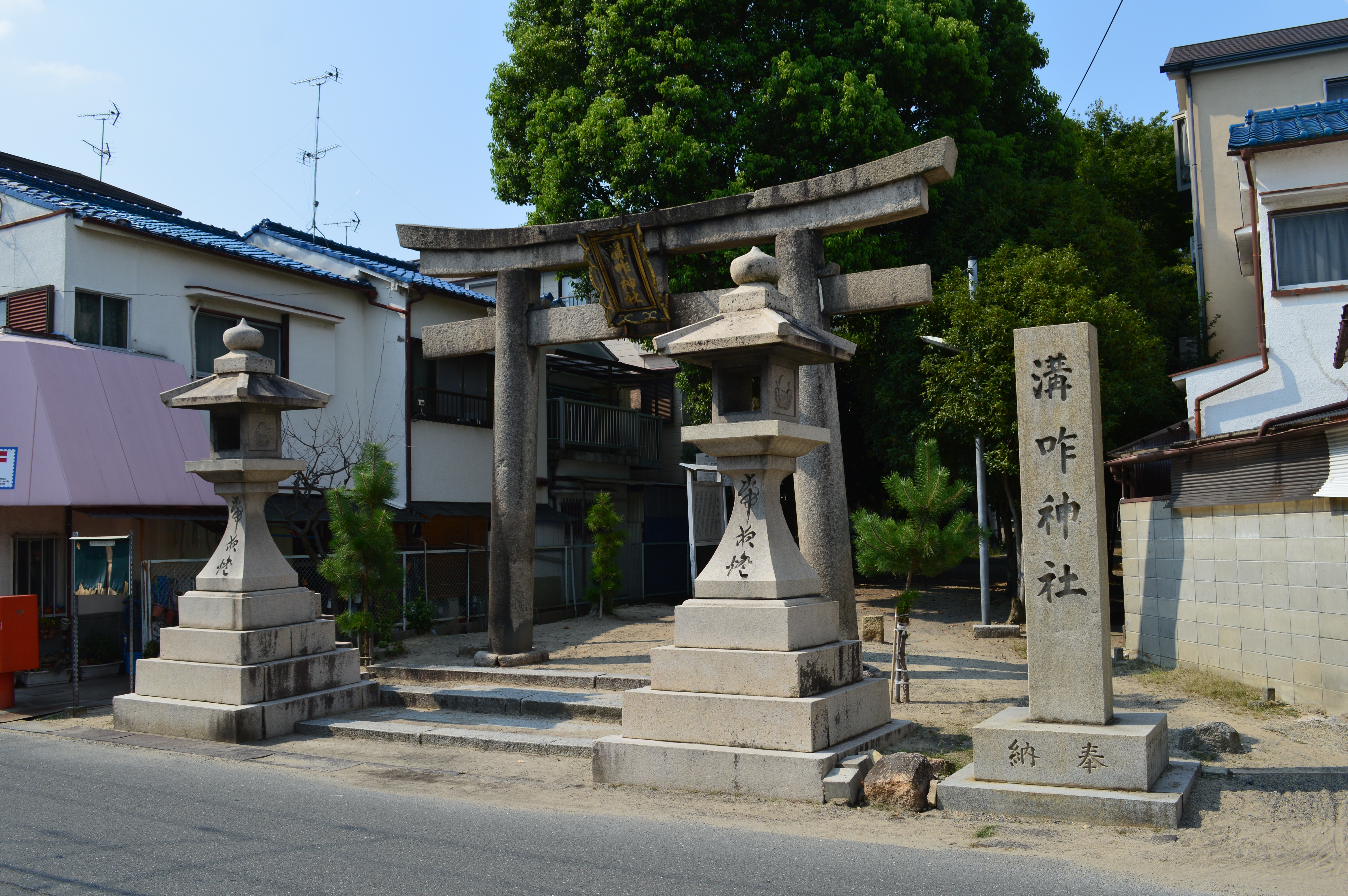
溝咋神社。社頭掲示板によれば、「安土桃山時代」に領主の「長谷川式部少輔」が再建を行ったという。『大阪府全志』（1923年）では「文禄年間」のこととしている。

摂津国太田郡（島下郡）では溝咋村（溝杭村とも。現在の大阪府茨木市東部、安威川付近）に所領があった。溝咋は中世に溝杭荘と呼ばれる荘園が置かれ、式内社の溝咋神社が鎮座し、浄土真宗の古刹である佛照寺が所在する古い土地である。
溝咋村は元禄年間までには目垣村・平田村・十一村・馬場村・二階堂村の5つの村に分かれたと見られる。幕末の時点で、平田村・二階堂村・十一村および野々宮村に旗本長谷川氏（当主は長谷川都五郎）の領地があり、摂津国島下郡内の知行地は合わせて1376石余であった。旗本長谷川氏の陣屋は二階堂村（現在の茨木市星見町）にあり「二階堂役所」とも呼ばれた。戦国末期に長谷川氏に仕え、当初は伊勢国で活動していたという下津氏（北畠氏の一族という）が、江戸時代の初めに代官として当地に移り、以後幕末まで代官を務めた。
とくに岡山県倉敷地域（後述の通り飛び地領があった）の郷土史関連で、この土地を大名長谷川家の本領と見なし「溝咋藩」と記す例がある。また、旗本となった長谷川氏について「溝杭長谷川氏」、その領地について「溝咋知行所」と記す例が見られる。

#### 川辺郡・武庫郡
現在の兵庫県尼崎市域（摂津国川辺郡・武庫郡の一部）では、高田・金楽寺・友行の諸村および田野村の一部が長谷川守知の知行となった。守知の死後、友行村の一部が正尚の所領となったほか、尼崎市域の知行地は守勝の所領となった。

### 備中国
備中国では日吉庄村（現在の岡山県倉敷市日吉町）やその枝村であった大内村（現在の倉敷市大内）などが長谷川守知の知行地であった。「廃藩」後も旗本長谷川家領として存続し、大内村に勤番所が置かれた（旗本札参照）。